# Tunong (Delima)
Tunong is een bestuurslaag in het regentschap Pidie van de provincie Atjeh, Indonesië. Tunong telt 269 inwoners (volkstelling 2010).